# Francesco Maria Paolucci
Francesco Maria Paolucci (Colle Sannita, 4 novembre 1818 – Colle Sannita, 25 ottobre 1897) è stato un avvocato e politico italiano, tra i fondatori della Provincia di Benevento.

## Biografia
Di antica e signorile famiglia, nacque a Colle il 4 novembre 1818 da don Salvatore, nobiluomo e avvocato, e donna Maria Filippa Capone di Sepino. I suoi genitori erano cugini, figli di due sorelle dell'illustre famiglia dei Sedati, nobili di Riccia e feudatari di Limata dal XVI secolo, casata nota per aver ospitato nel 1359 la regina Costanza di Chiaromonte e per aver annoverato nella propria genealogia eminenti personalità tra cui Gian Giacomo, Vescovo di Larino tra il 1530 e il 1539, Francesco (1759-1815), Presidente della Gran Corte Criminale di Salerno, dove morì con sospetto di avvelenamento, e in ultimo Giacomo Sedati (1921-1984), Ministro nei governi Leone e Rumor. Francesco Maria Paolucci si laureò in Giurisprudenza presso la Regia Università di Napoli ed intraprese la carriera forense e politica. Cavaliere del Regno, Sindaco di Colle Sannita, partecipò alla costituzione della Provincia di Benevento e fu eletto membro del primo Consiglio Provinciale nel 1861.
Coniugato con la nobildonna Maria Teresa Palmieri di Colle Sannita, il Paolucci fu spesso bersaglio di minacce da parte di briganti. Come si apprende dagli atti del processo istruito contro Salvatore Palmiero, Francesco Vacca, ed i contumaci Francesco Saverio Basile fu Pasquale (meglio noto come Pelorosso), Onofrio Zeolla, Giuseppe e Pasquale Valente e Saverio Mastrodomenico, «accusati di voci tendenti a spargere il malcontento contro il Governo e di minacce», tra le motivazioni dell'arresto del Palmiero e del Vacca nell'ottobre 1860 ad opera del Capitano della Legione Sannitica don Vincenzo Paolucci, fratello di Francesco Maria, ufficiale sannita attivo nella lotta al brigantaggio, vi è la minaccia da parte dei citati malfattori «di fare mano bassa su tutti i galantuomini di Colle (…) e massime sulla famiglia di Don Francesco Paolucci progettando di uccidere sino i figli di latte e saccheggiare la casa». (Così è scritto negli atti processuali conservati presso l'Archivio di Stato di Campobasso, nel fondo Miscellanea di atti sul brigantaggio e processi politici).
La situazione degenerò nei mesi successivi ed in particolare nel luglio 1861, quando Colle Sannita subì l'invasione dei briganti e tutti i proprietari terrieri, tra cui il cav. Francesco Maria Paolucci e la sua consorte donna Teresa Palmieri, furono costretti a lasciare il paese rifugiandosi in Benevento, ed i palazzi Paolucci e de Paulis furono presi d'assalto e saccheggiati dai briganti.
Francesco Maria Paolucci si spense a Colle, nel palazzo di famiglia in via Fontenuova, attuale corso Umberto I, il 25 ottobre 1897.
La sua attività politica è ricordata anche nelle pagine del testo L'origine della Provincia di Benevento di Antonio Mellusi, edito nel 1911.